# Une étude en rouge
Pour les articles homonymes, voir Une étude en rouge (téléfilm, 1983) et A Study in Scarlet.
Une étude en rouge, aussi traduit Un crime étrange ou encore Écrit dans le sang (titre original en anglais : A Study in Scarlet), est un roman policier d'Arthur Conan Doyle paru en 1887 dans le Beeton's Christmas Annual avant d'être publié en volume en 1888.
Le roman raconte une enquête menée par le détective Sherlock Holmes, narrée par son nouveau compagnon, le docteur Watson.

## Résumé

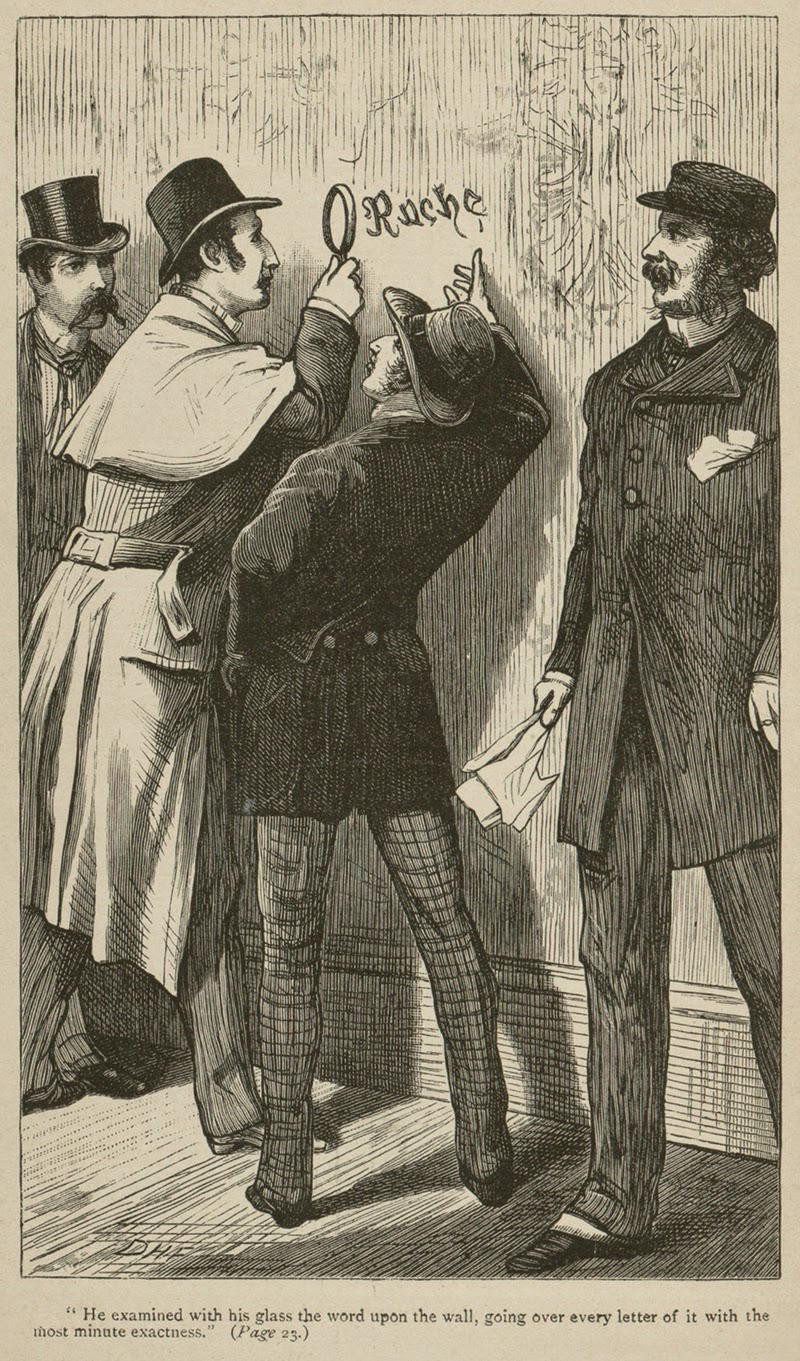
Sherlock Holmes examinant l'inscription « Rache » sur un mur.
Publiée dans Beeton's Christmas Annual en 1887, il s'agit là de la première illustration représentant le détective, dessinée par David Henry Friston et gravée par William M. R. Quick,.

### Partie I: Les Réminiscences de Watson
En 1881, le docteur John Watson revient à Londres après avoir servi dans la Seconde guerre anglo-afghane et cherche un logement. Un vieil ami lui apprend que Sherlock Holmes cherche quelqu'un pour partager le loyer d'un appartement au 221B Baker Street, tout en le mettant en garde contre les excentricités de Holmes. Holmes et Watson se rencontrent et, après s'être mutuellement évalués et avoir visité les lieux, ils emménagent ensemble. Holmes est un « détective consultant », et ses fréquents visiteurs sont des clients. Après une démonstration des capacités de déduction de Holmes, l'incrédulité de Watson se transforme en émerveillement.

### Partie II: La mort d'Enoch Drebber
Un télégramme demande une consultation pour une affaire de meurtre. Watson accompagne Holmes sur la scène du crime, une maison abandonnée sur Brixton Road. Les inspecteurs Gregson et Lestrade sont déjà sur place. La victime est Enoch Drebber de Clevedland (Ohio), et les documents trouvés sur lui révèlent qu'il a un secrétaire, Joseph Stangerson. Sur un mur, écrit en rouge, figure « RACHE » (signifiant vengeance en allemand), que Holmes écarte comme une ruse pour tromper la police (car le A est écrit en gothique ce que n'aurait pas fait un Allemand). Il déduit que la victime est morte empoisonnée et fournit une description du meurtrier. En déplaçant le corps de Drebber, ils découvrent une alliance en or, un modèle pour femme.
Holmes fait passer des annonces dans plusieurs journaux au sujet de la bague et en achète un fac-similé, espérant faire sortir le meurtrier de sa cachette — celui-ci ayant apparemment déjà essayé de récupérer la bague en revenant sur les  lieux du crime. Une vieille femme répond à l'annonce, affirmant que la bague appartient à sa fille. Holmes lui donne le duplicata et la suit, mais elle lui échappe. Cela amène Holmes à croire qu'elle était une complice, ou peut-être le meurtrier déguisé.
Un jour plus tard, Gregson rend visite à Holmes et Watson, leur annonçant qu'il a arrêté un suspect. Il s'est rendu à la pension de Madame Charpentier où Drebber et Stangerson séjournaient avant le meurtre. Drebber, ivre, avait tenté d'embrasser la fille de Mme Charpentier, Alice, ce qui avait provoqué leur expulsion immédiate. Cependant, il était revenu plus tard dans la nuit et avait tenté d'attraper Alice, poussant son frère aîné à l'attaquer. Ce dernier avait tenté de poursuivre Drebber avec un gourdin mais affirmait l'avoir perdu de vue. Gregson le détient sur la base de ces preuves circonstancielles.
Stangerson est plus tard assassiné. Son corps est retrouvé près de la fenêtre de son hôtel, poignardé au cœur ; au-dessus était écrit « RACHE » . Les seules choses que Stangerson avait avec lui étaient un roman, une pipe, un télégramme disant « J.H. est en Europe », et une petite boîte contenant deux pilules. Holmes teste les pilules sur un vieux terrier écossais maladif résidant à Baker Street. La première pilule ne produit aucun effet visible, mais la seconde tue le terrier.
Un jeune vagabond nommé Wiggins arrive alors. C'est le chef des « Irréguliers de Baker Street », un groupe d'enfants des rues que Holmes emploie occasionnellement pour l'aider. Wiggins a fait venir un fiacre que Holmes voulait. Holmes l'envoie chercher le cocher, prétextant avoir besoin d'aide avec ses bagages. Quand le cocher monte, Holmes le menotte et le maîtrise. Le cocher captif est Jefferson Hope, le meurtrier de Drebber et Stangerson. Ce dernier, atteint d'un anévrisme aortique risque de mourir avant le procès et raconte donc son histoire à Holmes, Watson, Gregson et Lestrade.

### Partie III: L'histoire de John Ferrier
Dans la vallée du Vallée de Salt Lake en Utah en 1847, John Ferrier et une petite fille nommée Lucy, seuls survivants d'un petit groupe de pionniers, sont sauvés de la mort par un groupe de Mormons dirigé par Brigham Young, mais uniquement à condition qu'ils adoptent et vivent selon la foi mormone. Des années plus tard, en 1860, Lucy, désormais adulte, se lie d'amitié et tombe amoureuse de Jefferson Hope. Cependant, Young lui interdit de se marier en dehors de la foi et exige qu'elle épouse soit Joseph Stangerson, soit Enoch Drebber, tous deux fils de membres du Conseil des Quatre de l'église. Ferrier, qui a adopté Lucy et juré de ne jamais marier sa fille à un Mormon, prévient Hope.
Lucy dispose d'un mois pour choisir entre ses prétendants et chaque jour, malgré la vigilance de John Ferrier, le nombre de jour restant est gravé à l'intérieur de la maison. Hope arrive la veille du dernier jour, et ils s'échappent tous à la faveur de l'obscurité. Les Mormons interceptent les fugitifs pendant que Hope est parti chasser, leurs provisions étant épuisées. Ferrier est tué par Stangerson tandis que Lucy est forcée d'épouser Drebber et meurt moins d'un mois plus tard de chagrin. Hope s'introduit chez Drebber la nuit précédant les funérailles de Lucy pour embrasser son corps et reprendre son alliance. Il jure vengeance contre Drebber et Stangerson et tente de les assassiner à deux reprises mais sans succès. Son séjour dans les montagnes est difficile et Jefferson commence à souffrir du manque de nourriture saine et de la rigueur des saisons, l'obligeant à partir pour gagner de l'argent et se rétablir.
Après être revenu cinq ans plus tard, il apprend que Drebber et Stangerson ont fui Salt Lake City après un schisme entre les Mormons. Drebber est toujours riche car il a pu vendre ses biens (dont l'héritage de Lucy) mais Stangerson qui a tout perdu est devenu son secrétaire. Pendant plus de 20 ans, Hope les poursuit ; à Cleveland, Hope reconnaît Drebber qui le fait emprisonner pendant quelques mois comme « rival en amour ». Après sa libération, Hope les suit jusqu'en Europe à travers la France, la Russie, le Danemark et jusqu'en Angleterre.

### Parti IV: Retour à Londres
À Londres, Jefferson Hope devient cocher, une profession idéale pour traquer ses proies : Drebber et Stangerson. Après une altercation avec le fils de Madame Charpentier, Drebber, ivre, monte dans le fiacre de Hope qui à sa demande l'emmène dans une taverne où Drebber continue de se soûler. Jefferson Hope l'emmène alors dans une maison de Brixton Road, dont il avait subtilement fait le double d'une clef oubliée par un client. Dans cette demeure vide, Hope force Drebber à le reconnaître et lui impose un choix macabre : entre deux pilules similaires, l'une mortelle, l'autre inoffensive. Alors que Drebber agonise, Hope lui montre l'alliance de Lucy, sa vengeance enfin accomplie. L'intense émotion provoque chez Hope un saignement de nez dû à son anévrisme ; il utilise ce sang pour écrire « RACHE »RACHE » sur le mur, s'inspirant d'un crime new-yorkais pour égarer les enquêteurs. Quant à Stangerson, terrifié par le meurtre de Drebber, il se barricade dans sa chambre d'hôtel. Hope y pénètre par la fenêtre et lui propose le même choix fatal. Mais Stangerson, refusant ce jeu mortel, l'attaque, poussant Hope à le poignarder au cœur.
Holmes dévoile à Watson sa brillante déduction : les traces sur la route révélaient un cheval livré à lui-même pendant que son cocher était dans la maison. Le métier de cocher, parfait pour une filature dans Londres, devait être celui choisi par Hope, probablement sous sa véritable identité puisqu'il était inconnu dans la capitale. Plusieurs indices pointaient vers un crime passionnel : la présence de l'alliance, les traces de sang dues à l'excitation du meurtrier, et un télégramme révélateur envoyé à Cleveland. Le portrait physique du meurtrier se dessine à travers les indices : la longueur des pas dans la boue, les traces d'ongles sur le mur, et ce saignement de nez caractéristique d'un « visage haut en couleurs ». Pour localiser Hope, Holmes déploie astucieusement une armée de gamins des rues, les envoyant enquêter auprès de tous les loueurs de fiacres de Londres. La presse attribue tout le mérite aux inspecteurs Lestrade et Gregson, poussant un Watson indigné à vouloir publier cette affaire malgré la modeste réticence de Holmes.

## Rédaction et publication
La source d'inspiration majeure de Conan Doyle pour ce roman provient du recueil de nouvelles intitulé Le Dynamiteur, publié par Robert Louis Stevenson en 1885. Dans la nouvelle intitulée Histoire de l'Ange exterminateur (Story of the Destroying Angel), Stevenson raconte comment un groupe de mormons se venge d'un ancien membre qui avait fui la communauté pour échapper à ses règles de vie. Il est aussi influencé par les personnages du chevalier Dupin d'Edgar Allan Poe et du détective Tabaret d'Émile Gaboriau (dont il lit les aventures au moment même de la rédaction d'Une Étude en rouge), qui lui inspirent l'intelligence méthodique de Sherlock Holmes.
En mars 1886, Conan Doyle décide de mettre en suspens la rédaction de son roman historique Micah Clarke, et entreprend la rédaction d'Une Étude en rouge. Conan Doyle ne cache pas son inspiration de Stevenson, et emprunte même à ce dernier le nom de certains de ses personnages.
Conan Doyle prévoit dans un premier temps de créer un héros qui narrerait son enquête à la première personne, et donne à ce personnage le nom d'Ormond Sacker. Dans ses précédentes œuvres littéraires, Conan Doyle avait souvent utilisé un narrateur-héros. Cependant, il décide rapidement de changer de formule de narration, et sépare l'enquêteur et le narrateur en deux personnages différents : l'enquêteur doté d'une intelligence exceptionnelle est Sherlock Holmes, tandis que le narrateur stupéfait devant les exploits de son ami est le docteur John H. Watson.
Bien que le couple Holmes/Watson a été réemployé par la suite par l'auteur dans d'autres aventures et a connu une importante postérité, Conan Doyle considère alors que l'amitié de ces deux personnages est purement éphémère et qu'ils ne réapparaîtront pas dans un autre roman. Il souhaite d'ailleurs reléguer ces deux personnages au second rang de son roman, l'action principale étant centrée sur les mésaventures de Jefferson Hope liées à son désir de quitter la secte des Mormons. Holmes et Watson n'apparaissent ainsi que dans la première partie du roman et dans la conclusion, et sont absents de toute la seconde partie qui se déroule dans le passé de Jefferson Hope. Cependant, l'auteur imagine un caractère et un passé assez détaillés à Holmes et Watson, nécessitant d'importantes descriptions dans la première partie de l'intrigue, ce qui met finalement en lumière le détective qui devait à l'origine occuper une place plus anecdotique.
La rédaction du roman est particulièrement rapide et dure environ un mois (voire moins de trois semaines selon certaines sources). Cependant, Conan Doyle a du mal à faire publier son roman : le Cornhill Magazine (grande revue littéraire) le refuse, ainsi que les autres éditeurs contactés par Conan Doyle. Face à ces refus, Conan Doyle est contraint d'accepter en octobre 1886 l'offre de « Ward, Lock & Cie » à qui il doit céder l'entièreté de ses droits d'auteur en échange de 25 £, une somme assez faible bien que tout de même consistante pour l'époque (la livre sterling avait une grande valeur à la fin du XIXe siècle). Ward, Lock & Cie ne publie le roman dans le Beeton's Christmas Annual qu'un an plus tard, en novembre 1887, car les aventures à sensation sont déjà nombreuses sur le marché.
Par la suite, les exemplaires d'origine du Beeton's Christmas Annual consacré à Une étude en rouge sont devenus très prisés des collectionneurs holmésiens, au point que le Beeton's de novembre 1887 serait devenu le numéro de revue le plus cher au monde. En 2012, seuls 33 exemplaires du Beeton's de 1887 étaient encore connus, dont 21 conservés dans des bibliothèques et 12 dans des collections privées. La valeur d'échange d'un exemplaire a dépassé les 10 000 $ dans les années 1970, puis un exemplaire en excellent état s'est échangé pour 125 000 $ en 1990 lors d'une vente aux enchères privée. Dans les années 2000, lors de ventes aux enchères organisées par Sotheby's, deux exemplaires ont été vendus pour 153 600 $ en 2004 (pour un exemplaire en état de conservation moyen) et 156 000 $ en 2007 (de nouveau pour un exemplaire en état de conservation moyen). John Bennett Shaw, qui était à la tête de l'une des plus grandes collections d'objets liés à Sherlock Holmes jusqu'à sa mort en 1994, a toujours regretté d'avoir refusé en 1939 l'achat d'un exemplaire du Beeton's qu'on lui avait proposé pour la somme de 175 $ qu'il avait jugée trop élevée.
La première traduction de ce roman en français, ou du moins l'une de toutes premières, a été réalisée par Anna Clayton et publiée sous le titre Détective amateur dans le feuilleton du journal Le Temps entre le 13 novembre et le 9 décembre 1894.

## Accueil critique
Le livre n'obtient pas le succès escompté en Angleterre, mais obtient davantage de succès aux États-Unis, bien que cela reste alors un succès modeste.

## Adaptations
- 1933 : Une étude en rouge (A study in scarlet), film de Edwin L. Marin
- En 2003, parait Une étude en vert (A Study in Emerald), nouvelle de Neil Gaiman pastichant Sherlock Holmes au sein l'univers du mythe de Cthulhu de l'écrivain d'horreur H. P. Lovecraft.
- 2010 : Une étude en rose (A Study in Pink), de la série Sherlock, s'inspire grandement de cette œuvre
- Adaptation en bande dessinée, sur un scénario de Ian Edginton et des dessins de I.N.J. Culbard (Akileos, 2010)
- Adaptation en bande dessinée, sur un scénario de Longaron et des dessins de Ricard (P&T Productions, 1995)
- Une adaptation de l'intrigue est présente dans le premier épisode de Sherlock Holmes en 2013.
- En 2017, la série Elementary fait référence à cette œuvre dans l’épisode 13 de la saison 4, Une étude à Charlotte.
- 2016 : Adaptation en manga dans les chapitres 7, 8 et 9 de Moriarty, sur un scénario de Ryosuke Takeuchi et des dessins de Hikaru Miyoshi, édité en français chez Kana.
- 2024: Dinglock Holmes dans "Une sauce en rouge", adaptation en bande dessinée de Paolo Mottura et Bruno Enna, parue dans Topolino. Holmes et Watson étant représentés sous les traits de Dingo et Mickey[13].

## Livre audio en français
- Arthur Conan Doyle, Une étude en rouge [« A Study in Scarlet »], Paris, La Compagnie du Savoir, coll. « Les enquêtes de Sherlock Holmes », 2011 (EAN 3760002133423, BNF 42487829)Narrateur : Cyril Deguillen ; support : 1 disque compact audio ; durée : 4 h 22 min environ ; référence éditeur : La Compagnie du Savoir CDS274. Le nom du traducteur n'est pas indiqué.